# Mieczysław Orgelbrand

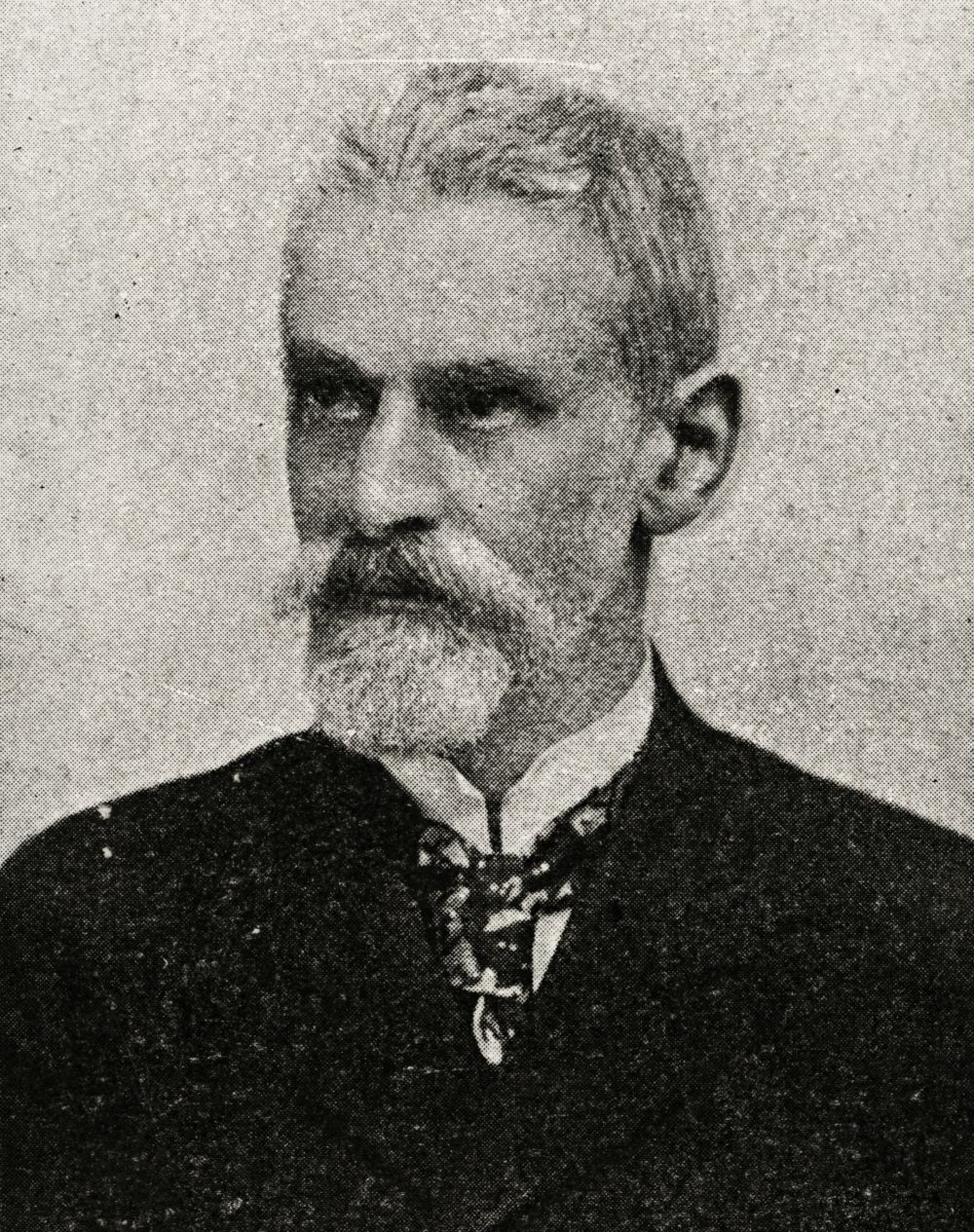
Mieczysław Orgelbrand

Mieczysław Orgelbrand (ur. 1847 w Warszawie, zm. 6 października 1903 tamże) – polski wydawca, księgarz i drukarz, syn Samuela Orgelbranda i młodszy brat Hipolita Orgelbranda.

## Życiorys
Po ukończeniu II Gimnazjum w Warszawie rozpoczął w 1865 studia w Szkole Głównej Warszawskiej, kończąc ją w 1869 z tytułem magistra prawa i administracji. Nosząc się z zamiarem wydawania pisma ilustrowanego „Wieniec” objechał w 1871 wiele miast polskich w celu nawiązania kontaktów z księgarzami, pisarzami, drzeworytnikami i rysownikami. Z początkiem 1872 formalnie objął jako współwłaściciel (wraz z bratem Hipolitem) firmę - drukarnię, odlewnię czcionek i księgarnię nakładową przy ul. Bednarskiej 20 (Krakowskie Przedmieście 66) w Warszawie, założoną przez ojca, Samuela. Przedsiębiorstwo to odtąd nosiło nazwę „Zakłady S. Orgelbranda Synów” i prężnie się rozwijało. Uruchomiono w nim drzeworytnię (w 1871, z początku na potrzeby pisma „Wieniec”, pod kierownictwem W. Gersona), dział litografii (w 1875), chemigrafii (fotocynkografii), fabrykę i magazyn maszyn drukarskich oraz skład papieru.
Mieczysław Orgelbrand sprowadzał z zagranicy maszyny i matryce odlewnicze, założył grawernię matryc i stempli, wytwórnię linii mosiężnych, zakład galwanoplastyczny. Zakupił m.in. około roku 1899 dwie nowoczesne odlewnie czcionek - Sikorskiego oraz Lewentala.
W 1896 bracia Orgelbrand przekształcili swój zakład w „Towarzystwo Akcyjne Odlewni Czcionek i Drukarni S. Orgelbranda Synów” o kapitale zakładowym 350 tysięcy rubli, którego Mieczysław został dyrektorem zarządzającym. Produkcja Towarzystwa w roku 1897 osiągnęła wartość 290 718 rubli, to jest 25% wartości wszystkich zakładów poligraficznych w Warszawie. Zapewniwszy sobie w Rosji rynek zbytu dla produkcji czcionek Towarzystwo otworzyło w Petersburgu, Moskwie i kilku innych większych miastach Cesarstwa i Kongresówki składy czcionek. W 1899 zakupiono dużą drukarnię od spółki Reszke, Ruszkowski i Rundo, a w 1901 rozpoczęto remont i rozbudowę (zakończone w 1908) siedziby firmy (przeniesionej na ten czas na ul. Hożą 41 oraz na ul. Zgoda 7, gdzie mieściła się tymczasowo księgarnia). Towarzystwo akcyjne braci Orgelbrandów dokonało w latach 1901-1902 fuzji z Warszawskim Towarzystwem Akcyjnym Artystyczno-Wydawniczym, po której kapitał zakładowy firmy wzrósł do 850 000 rubli, a pod nową nazwą Towarzystwo Akcyjne Odlewni Czcionek, Drukarni i Litografii S. Orgelbranda Synów zatrudniała ona 600 osób przy 215 maszynach. Mieczysław był głównym akcjonariuszem Towarzystwa z pakietem 122 akcji na 871 ogółem.

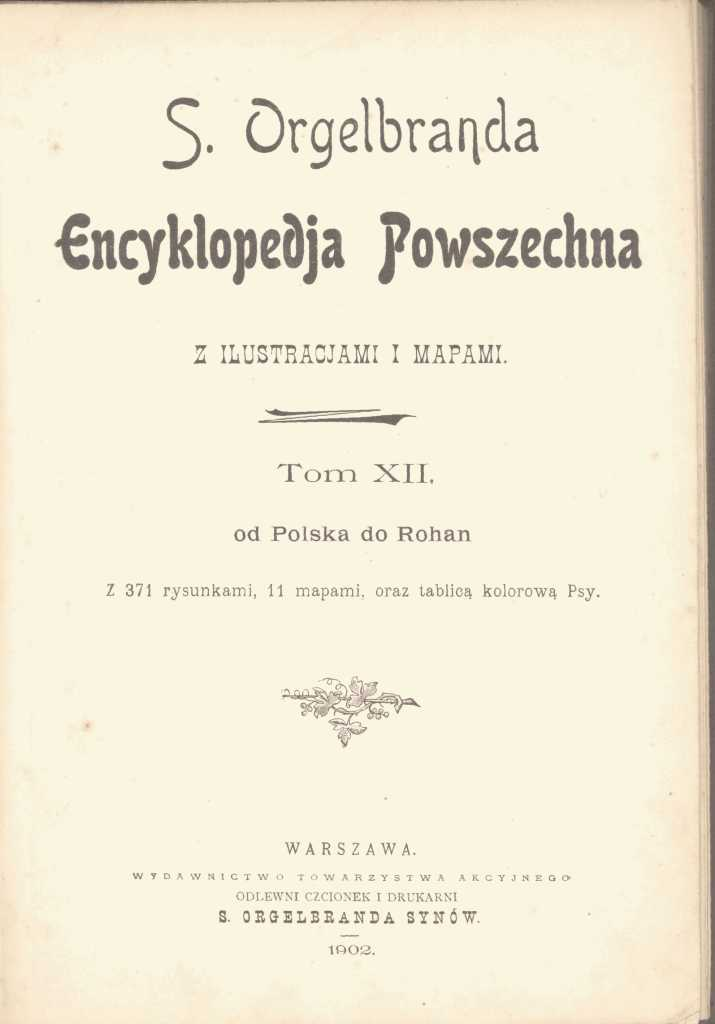
S. Orgelbranda Encyklopedja Powszechna (18-tomowa, t.XII)

Skupiając się na działalności poligraficznej Mieczysław ograniczył profil wydawniczy Towarzystwa, co nie znaczy jednak, że został całkowicie zarzucony. Zmniejszoną do dwunastu tomów wersję „Encyklopedii Powszechnej”, dzieła ojca - Samuela, wydano w sumie trzykrotnie: pierwsze wydanie w latach 1872-1876 oraz dwa wydania „stereotypowe” w latach 1877-1878 z Suplementem w 1879 oraz w latach 1883-1884 z Suplementem II w 1884. W 1895 przystąpiono do opracowania 18-tomowej ilustrowanej wersji S. Orgelbranda Encyklopedii Powszechnej, której tom pierwszy ukazał się w 1898, a szesnasty - po śmierci Mieczysława, w 1904; dwa kolejne, dodatkowe tomy z Suplementami ukazały się później, w 1911 i 1912 roku.
Oprócz Encyklopedii wydawano w Towarzystwie m.in. kosztowne wydawnictwa ilustrowane (np. w 1877, wspólnie z Drzeworytnią Warszawską, „Wilanów. Album widoków i pamiątek” W. Gersona i H. Skimborowicza), wznawiano starsze publikacje (np. w latach 1885-1887 „Starożytną Polskę” T. Lipińskiego i M. Balińskiego z uzupełnieniami F.K. Martynowskiego), dzieła popularnonaukowe, słowniki (grecko-polski Z. Węclewskiego, łacińsko-polski Ł. Koncewicza). Spośród czasopism wydawano w 1872 wspomniany już „Wieniec” i (1882-1887) „Kurier Codzienny”, których Mieczysław był redaktorem naczelnym, a jego brat Hipolit - wydawcą, ponadto od 1902 ilustrowane czasopismo dla kobiet „Tygodnik Mód i Powieści” i w tym samym czasie również ilustrowany tygodnik „Przyjaciel Dzieci”.
Czasopisma te Towarzystwo wydawało i drukowało we własnej drukarni, ale jej możliwości produkcyjne były daleko większe, toteż korzystali z niej także inni wydawcy - Gebethner i Wolff, Józef Ungier, a także stryj Mieczysława i Hipolita - Maurycy Orgelbrand. Z maszyn Towarzystwa S. Orgelbranda Synów schodziło też wiele warszawskich czasopism, m.in.: „Biesiada Literacka”, Bluszcz”, „Chimera”, „Echo Muzyczne, Teatralne i Artystyczne”, „Sport”, „Tygodnik Ilustrowany”, „Wiadomości Farmaceutyczne”. Produkowano masowo urzędowe druki, rozkłady jazdy, katalogi. Towarzystwo za swoje produkty i wydawnictwa było wielokrotnie nagradzane dyplomami i medalami na różnych wystawach, np. w Wiedniu w 1873, w Warszawie (1875), Petersburgu (1895), Niżnym Nowogrodzie (1896).
Mieczysław Orgelbrand był od 1899 członkiem Zgromadzenia Drukarzy Warszawskich, projektował założenie w Warszawie szkoły drukarskiej. Był żonaty z Gabrielą (ur. 28 października 1856 - zm. 14 listopada 1927), córką warszawskiego bankiera Samuela Lewenberga, z którą miał syna Wacława, inżyniera technologa i inspektora pracy w Ministerstwie Pracy i Opieki Społecznej (20 września 1878 - 16 października 1927), oraz córkę Romanę (1881 - 22 października 1899).